# Słowikowo (województwo wielkopolskie)
Słowikowo – wieś w Polsce położona w województwie wielkopolskim, w powiecie słupeckim, w gminie Orchowo.

## Historia
W 1725 we wsi urodził się Michał Kosmowski.
W latach 1975–1998 miejscowość administracyjnie należała do województwa konińskiego.

## Zabytki i skansen
We wsi znajduje się zabytkowy park z połowy XIX wieku, wpisany do krajowego rejestru zabytków pod nr rej.: 269/11 z 30.04.1984 r., a także niewielki skansen maszyn rolniczych przy szkole (Skansen nad Potokiem).

## Galeria

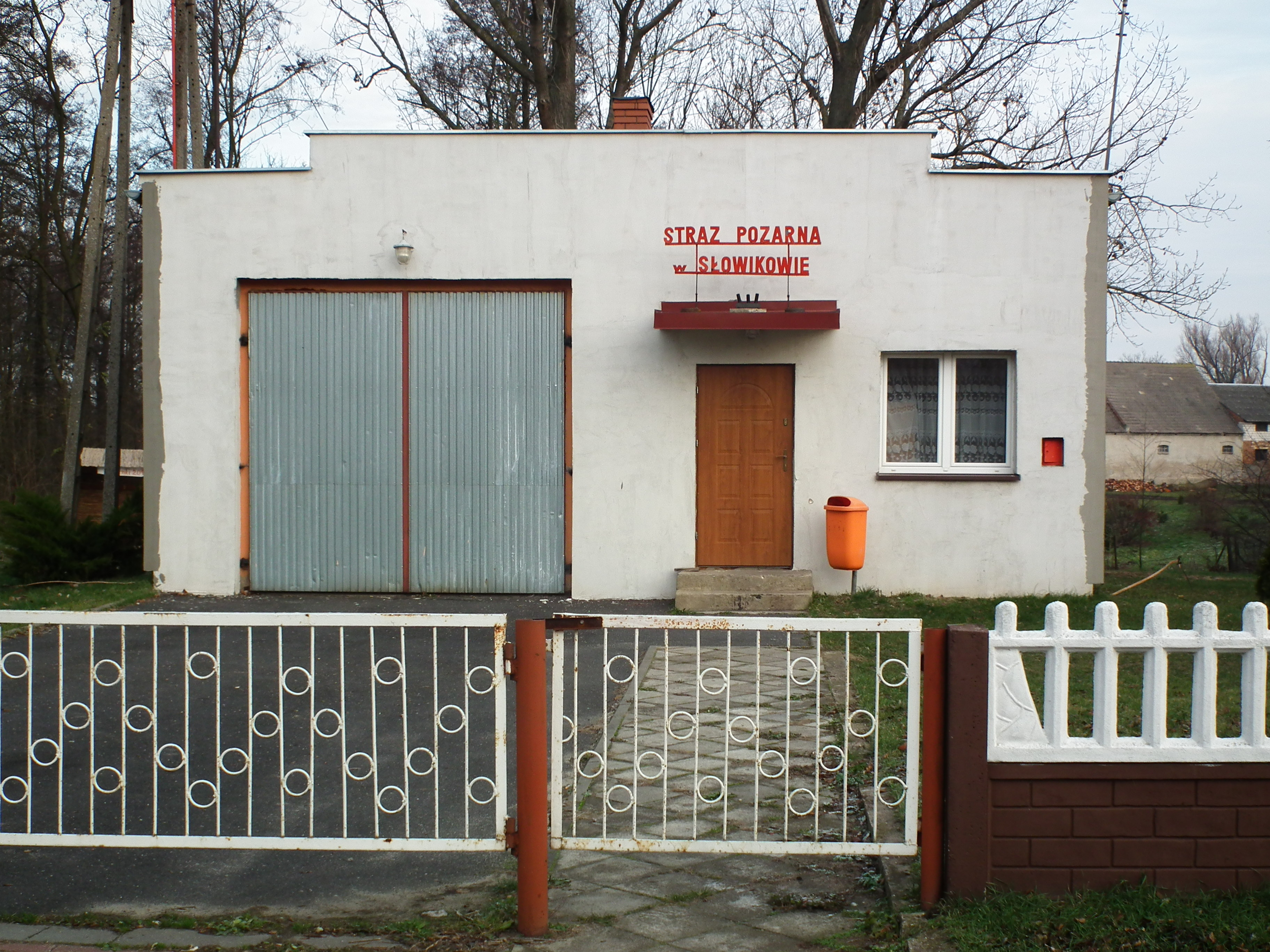
Remiza OSP
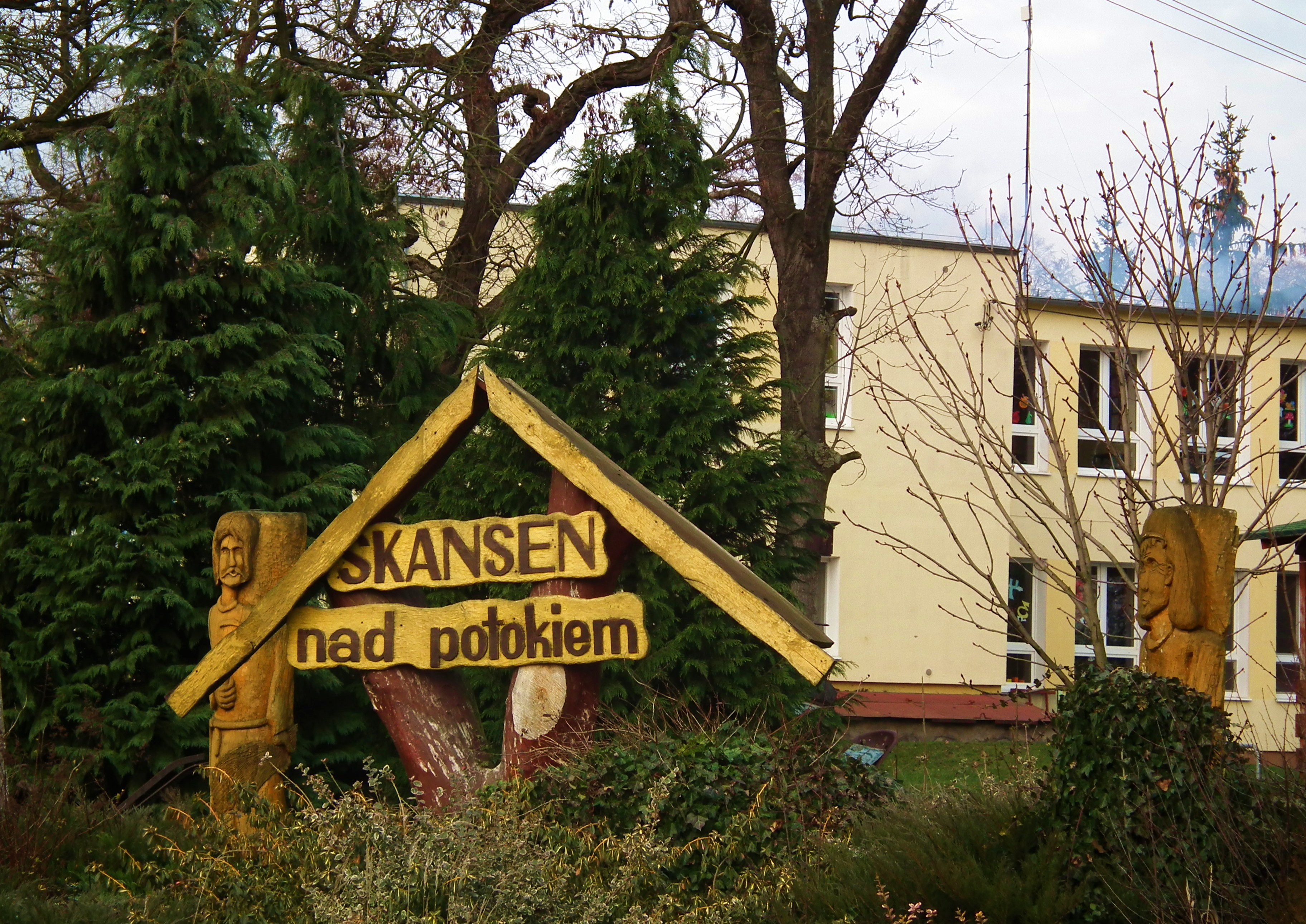
Skansen
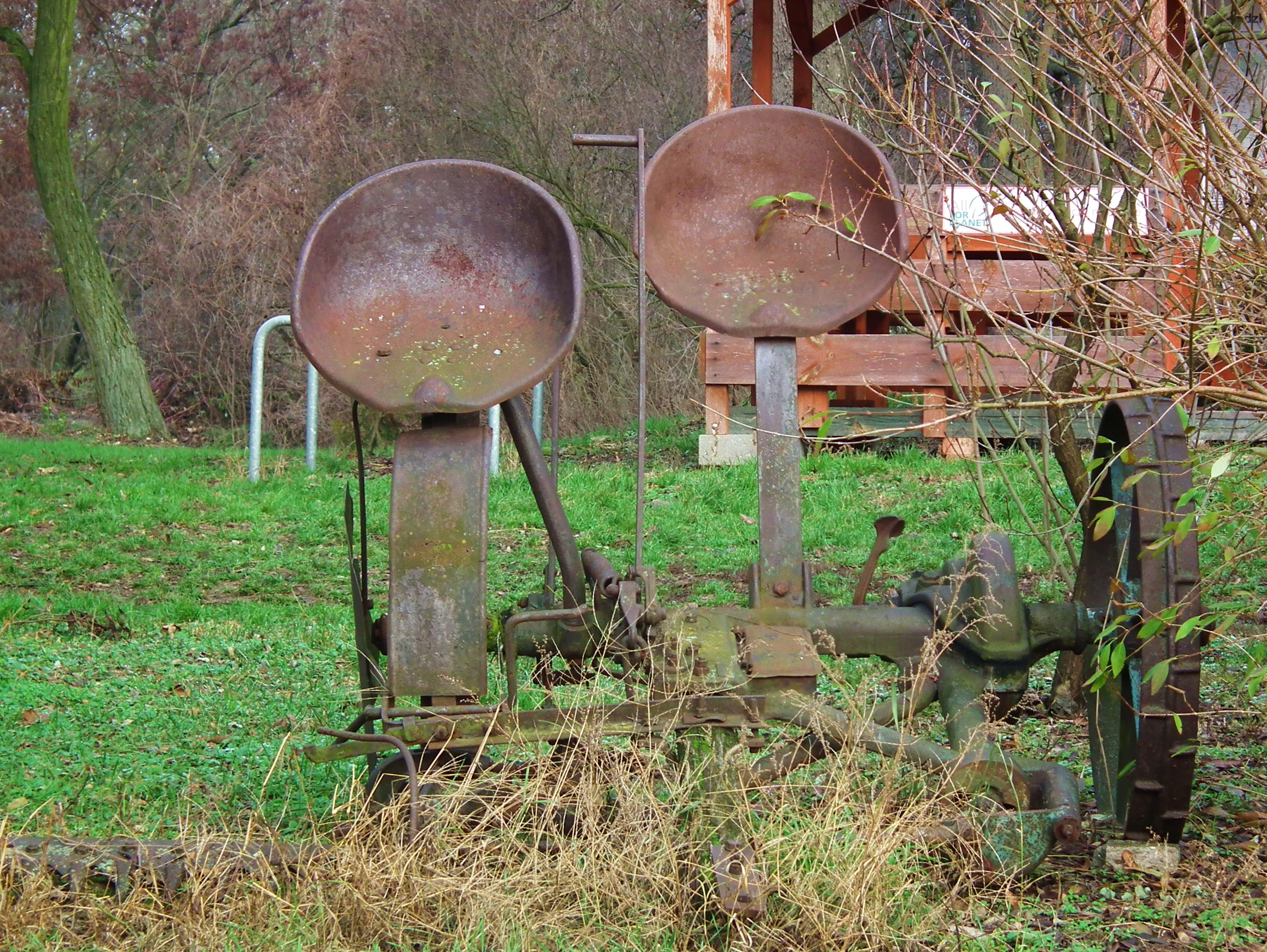
Eksponat